# HIV 치료 비용
HIV 치료 비용은 항레트로바이러스 요법 유형 및 치료가 시행되는 국가와 같은 다양한 요인으로 인해 비용 범위가 매우 광범위하고 복잡한 문제이다. HIV의 1차 요법 또는 HIV 감염 환자를 위한 초기 항레트로바이러스 약물 요법은 일반적으로 후속 2차 또는 3차 요법보다 저렴하다. 또한 저소득, 중간 및 고소득 국가 간에 약가의 큰 변동성이 있는데, 일반적으로 저소득 국가는 항레트로바이러스 치료 비용이 가장 낮은 반면 중간 및 고소득 국가는 비용이 상당히 높은 경향이 있다. HIV 약물의 특정 가격은 항레트로바이러스 약물에 대한 특허 장벽과 약물에 대한 느린 규제 승인으로 인해 비싸고 감당하기 어려울 수 있어 아직은 치료가 시급해도 할 수 없는 사람들이 있어 더 큰 HIV 약물 내성과 같은 간접적인 결과를 초래할 수 있다. 기회 감염의 수가 증가했다. 정부와 활동가 운동은 HIV 약의 가격을 제한하기 위해 노력했다. 그러던 2019년, 인도 정부는 HIV 치료용 의약품의 2/3를 공급하고 있다고 전했다.